# Putre

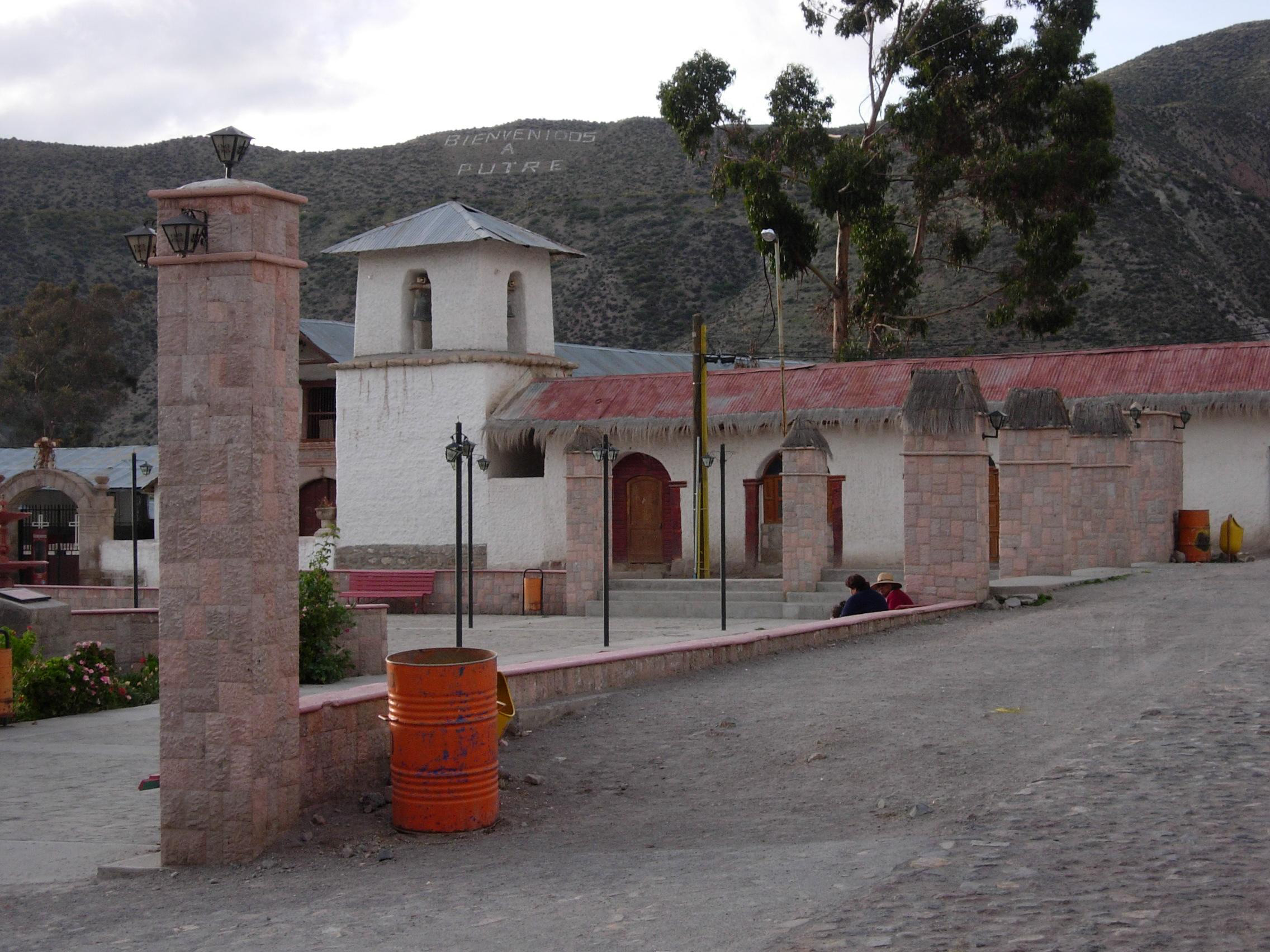
Piața localității

Putre este un orășel cu 2.200 locuitori, situat în Regiunea Arica y Parinacota din nordul statului Chile. El este amplasat la altitudinea de 3.650 m deasupra n.m. la ca. 150 km est de Arica. Localitatea este poarta de intrare în Parcul Național  Lauca, fiind în același timp capitala provinciei Parinacota. Regiunea este aridă, cu un sol sărăcăcios, locuitorii reușind să producă din agricultură numai minimul pentru acoperirea necesarului propriu de alimente. Putre a aparținut de statul Peru fiind anexat de Chile după Războiul Salpetrului.

## Date geografice
Putre se află la 52 km de Lago Chungará, care este amplasat la altitudinea de 4520 m deasupra n.m., fiind unul dintre lacurile situate la cea mai înaltă altitudine din lume. În apropiere se mai găsesc vulcanii Volcán Pomerape, Parinacota și Sajama, toți având o altitudine de peste 6.000 de m. La câțiva kilometri spre est se află Río Lluta (167 km) care traversează deșertul Atacama. La 120 km se află o regiune cu izvoare termale și lacul sărat „Salar de Surire”, care se află la altitudinea de 4.250 m deasupra n.m.. În regiunea apropiată localității se află un șantier  arheologic, în care s-a descoperit un oraș antic indian, care are o vârstă apreciată la 7.000 de ani.